# Новая Россия (издательство)
Новая Россия — издательство Белой гвардии, существовавшее в 1919 году в Новониколаевске (совр. Новосибирск).

## История
Издательство создано в начале 1919 года в Новониколаевске редактором газеты «Русская речь» Я. Л. Белоблоцким и занималось выпуском исключительно антибольшевистской литературы, это были листовки и небольшие брошюры карманного формата (около 8—30 страниц), их тираж был массовым, известно не меньше 21 названия брошюр, изданных «Новой Россией». 
В Новониколаевске идеи белого движения пропагандировало в осн. изд-во «Новая Россия» (организатор Я.Л. Белоблоцкий, он же рук. новониколаевского отделения АО РОПД), выпускавшее газ.  и ж. «Русский богатырь».
Кроме брошюр и листовок издательство выпускало журнал «Русский богатырь» (всего 3 номера) и газету «Надежда России» (июнь–дек. 1919).
В ноябре 1919 года «Новая Россия» была ликвидирована по причине ухода Белой армии из Новониколаевска.